# Kalliapseudes makrothrix
Kalliapseudes makrothrix är en kräftdjursart som beskrevs av Stebbing 1910. Kalliapseudes makrothrix ingår i släktet Kalliapseudes och familjen Kalliapseudidae. Inga underarter finns listade i Catalogue of Life.